# Veľké Trakany
Veľké Trakany (em húngaro: Nagytárkány) é um município da Eslováquia, situado no distrito de Trebišov, na região de Košice. Tem 10,5 km² de área e sua população em 2018 foi estimada em 1.444 habitantes.

## Demografia
| Ano:        | 1994 | 2004    | 2014   | 2024   |
| ----------- | ---- | ------- | ------ | ------ |
| Broj ljudi: | 1242 | 1399    | 1417   | 1532   |
| Razlika:    |      | +12,64% | +1,28% | +8,11% |

| Ano:               | 2023 | 2024   |
| ------------------ | ---- | ------ |
| Número de pessoas: | 1515 | 1532   |
| Diferença:         |      | +1,12% |